# A Ferencvárosi TC 1945–1946-os szezonja
A Ferencvárosi TC 1945–1946-os szezonja szócikk a Ferencvárosi TC első számú férfi labdarúgócsapatának egy szezonjáról szól, mely összességében és sorozatban is a 43. idénye volt a csapatnak a magyar első osztályban. A klub fennállásának ekkor volt a 47. évfordulója.

## Mérkőzések
| Színmagyarázat | Színmagyarázat |
| -------------- | -------------- |
|                | Győzelem.      |
|                | Döntetlen.     |
|                | Vereség.       |

### NB 1 1945–46

#### Alapszakasz őszi fordulói
| 1. forduló 1945. szeptember 23. |

| Ferencváros                                      | 5 – 1               | Újpesti MTE |
| ------------------------------------------------ | ------------------- | ----------- |
| Mike 25' 45' Gyetvai 37' Sárosi I 51' Kubala 54' | (3 – 0) Jegyzőkönyv | Mezei 67'   |

| Üllői út, Budapest Nézőszám: 6 000 Játékvezető: Szigeti György (magyar) |

| 2. forduló 1945. október 6. |

| Ferencváros    | 1 – 0               | MTK |
| -------------- | ------------------- | --- |
| Sárosi III 67' | (0 – 0) Jegyzőkönyv |     |

| Üllői út, Budapest Nézőszám: 10 000 Játékvezető: Polgári József (magyar) |

| 3. forduló 1945. október 14. |

| Szombathelyi VSE | 1 – 2               | Ferencváros             |
| ---------------- | ------------------- | ----------------------- |
| Szabó 54'        | (0 – 1) Jegyzőkönyv | Sárosi I 35' Kubala 83' |

| Rohonci úti stadion, Szombathely Nézőszám: 4 000 Játékvezető: Várszegi Rezső (magyar) |

| 4. forduló 1945. október 21. |

| Ferencváros                | 3 – 0               | Pécsi VSK |
| -------------------------- | ------------------- | --------- |
| Sárosi I 4' Kubala 57' 84' | (1 – 0) Jegyzőkönyv |           |

| Üllői út, Budapest Nézőszám: 8 000 Játékvezető: Dorogi Andor (magyar) |

| 5. forduló 1945. október 28. |

| Kőbányai Barátság | 1 – 2               | Ferencváros           |
| ----------------- | ------------------- | --------------------- |
| Molnár 23'        | (1 – 0) Jegyzőkönyv | Sárosi I 56' Mike 62' |

| Budapest Nézőszám: 4 000 Játékvezető: Kallós Sándor (magyar) |

| 6. forduló 1945. november 1. |

| Ferencváros                                       | 5 – 2               | Budafoki MTE                      |
| ------------------------------------------------- | ------------------- | --------------------------------- |
| Sárosi I 5' 19' Mike 15' 47' Rudas 89' (11-esből) | (3 – 0) Jegyzőkönyv | Zakariás 57' Dudás 87' (11-esből) |

| Üllői út, Budapest Nézőszám: 4 000 Játékvezető: Dankó György (magyar) |

| 7. forduló 1945. november 11. |

| Csepel SC      | 1 – 0               | Ferencváros |
| -------------- | ------------------- | ----------- |
| Keszthelyi 77' | (0 – 0) Jegyzőkönyv |             |

| Béke téri stadion, Csepel Nézőszám: 6 000 Játékvezető: Molnár Imre (magyar) |

| 8. forduló 1945. november 18. |

| Ferencváros                                            | 6 – 0               | Győri ETO |
| ------------------------------------------------------ | ------------------- | --------- |
| Sárosi III 62' Rudas 65' Mike 75' 86' Sárosi I 84' 89' | (0 – 0) Jegyzőkönyv |           |

| Üllői út, Budapest Nézőszám: 4 000 Játékvezető: Várszegi Rezső (magyar) |

| 9. forduló 1945. november 25. |

| Ferencváros                                                                | 11 – 0              | Dózsa MADISZ |
| -------------------------------------------------------------------------- | ------------------- | ------------ |
| Mike 18' 23' 55' 62' 73' 80' Sárosi I 37' 48' 76' Kubala 70' 83' Lakat 81′ | (3 – 0) Jegyzőkönyv |              |

| Üllői út, Budapest Nézőszám: 3 000 Játékvezető: Kalotai István (magyar) |

| 10. forduló 1945. december 3. |

| Ferencváros                               | 7 – 2               | Erzsébeti MTK        |
| ----------------------------------------- | ------------------- | -------------------- |
| Mike 22' 36' 53' 66' Sárosi I 33' 62' 73' | (3 – 1) Jegyzőkönyv | Budai 28' Bihari 83' |

| Üllői út, Budapest Nézőszám: 4 000 Játékvezető: Török György (magyar) |

| 11. forduló 1945. december 9. |

| Szolnoki MÁV | 0 – 2               | Ferencváros            |
| ------------ | ------------------- | ---------------------- |
|              | (0 – 0) Jegyzőkönyv | Sipos 69' Sárosi I 78' |

| Szolnok Nézőszám: 3 500 Játékvezető: Molnár Imre (magyar) |

| 12. forduló 1945. december 16. |

| Ferencváros                                          | 7 – 2               | Szentlőrinci AC         |
| ---------------------------------------------------- | ------------------- | ----------------------- |
| Mike 42' Nagy 45' Hernádi 49' 58' 68' Kubala 54' 81' | (2 – 0) Jegyzőkönyv | Streliczky 75' Deák 77' |

| Üllői út, Budapest Nézőszám: 5 000 Játékvezető: Kamarás Árpád (magyar) |

| 13. forduló 1945. december 23. |

| Dorogi AC  | 1 – 3               | Ferencváros          |
| ---------- | ------------------- | -------------------- |
| Klausz 22' | (1 – 1) Jegyzőkönyv | Sárosi I 21' 76' 88' |

| Bányász stadion, Dorog Nézőszám: 2 000 Játékvezető: Várszegi Rezső (magyar) |

#### Alapszakasz tavaszi fordulói
| 14. forduló 1946. február 17. |

| Ferencváros                                             | 6 – 1               | Kőbányai Barátság |
| ------------------------------------------------------- | ------------------- | ----------------- |
| Bíró 23' Mike 26' 78' Rudas 47' Kubala 63' Sárosi I 76' | (2 – 1) Jegyzőkönyv | Gráf 33'          |

| Üllői út, Budapest Nézőszám: 3 000 Játékvezető: Molnár Imre (magyar) |

| 15. forduló 1946. február 24. |

| Pécsi VSK | 1 – 4               | Ferencváros                               |
| --------- | ------------------- | ----------------------------------------- |
| Vezér 4'  | (1 – 4) Jegyzőkönyv | Sárosi I 10' 38' Lakat 23' Sárosi III 34' |

| Pécs Nézőszám: 4 000 Játékvezető: Barna Béla (magyar) |

| 16. forduló 1946. március 3. |

| Ferencváros           | 2 – 2               | Szombathelyi VSE    |
| --------------------- | ------------------- | ------------------- |
| Sárosi I 3' Sipos 46' | (1 – 1) Jegyzőkönyv | Szabó 39' Varga 88' |

| Üllői út, Budapest Nézőszám: 10 000 Játékvezető: Kamarás Árpád (magyar) |

| 17. forduló 1946. március 10. |

| MTK | 0 – 3               | Ferencváros      |
| --- | ------------------- | ---------------- |
|     | (0 – 3) Jegyzőkönyv | Mike 25' 30' 37' |

| Üllői út, Budapest Nézőszám: 20 000 Játékvezető: Ujvári Antal (magyar) |

| 18. forduló 1946. március 17. |

| Újpesti MTE | 0 – 1               | Ferencváros  |
| ----------- | ------------------- | ------------ |
|             | (0 – 1) Jegyzőkönyv | Sárosi I 14' |

| Budapest Nézőszám: 3 000 Játékvezető: Szigeti György (magyar) |

| 19. forduló 1946. március 24. |

| Budafoki MTE                        | 2 – 6               | Ferencváros                                       |
| ----------------------------------- | ------------------- | ------------------------------------------------- |
| Hegyes 20' Hortobágyi 87' Hegyi 55′ | (1 – 0) Jegyzőkönyv | Hernádi 52' 59' Sipos 67' 76' Mike 72' Kubala 80' |

| Budapest Nézőszám: 4 000 Játékvezető: Kiss Zsigmond (magyar) |

| 20. forduló 1946. március 31. |

| Ferencváros             | 2 – 4               | Csepel SC                                               |
| ----------------------- | ------------------- | ------------------------------------------------------- |
| Sárosi I 74' Kubala 76' | (0 – 4) Jegyzőkönyv | Csikós 22' (öngól) Pintér 28' Szabadkai 38' Surányi 42' |

| Üllői út, Budapest Nézőszám: 20 000 Játékvezető: Molnár István (magyar) |

| 21. forduló 1946. április 4. |

| Győri ETO | 0 – 2               | Ferencváros            |
| --------- | ------------------- | ---------------------- |
| Kiss 48′  | (0 – 0) Jegyzőkönyv | Mike 65' 72' Rudas 48′ |

| Győr Nézőszám: 6 000 Játékvezető: Barna Béla (magyar) |

| 22. forduló 1946. március 16. |

| Dózsa MADISZ | 0 – 6               | Ferencváros                                  |
| ------------ | ------------------- | -------------------------------------------- |
|              | (0 – 4) Jegyzőkönyv | Kubala 16' 34' 56' Mike 30' 79' Sárosi I 39' |

| Üllői út, Budapest Nézőszám: 7 000 Játékvezető: Kádár Béla (magyar) |

- Előrehozott mérkőzés.

| 23. forduló 1946. április 28. |

| Erzsébeti MTK       | 1 – 1               | Ferencváros |
| ------------------- | ------------------- | ----------- |
| Kovács 3' Temes 64′ | (1 – 0) Jegyzőkönyv | Mike 70'    |

| Budapest Nézőszám: 5 000 Játékvezető: Soós Károly (magyar) |

- Félbeszakadt 1 – 1-es állásnál. A két pontot 0 – 0-val a Ferencváros kapta.

| 24. forduló 1946. május 1. |

| Ferencváros      | 2 – 1               | Szolnoki MÁV |
| ---------------- | ------------------- | ------------ |
| Sárosi I 14' 22' | (2 – 0) Jegyzőkönyv | Varga 80'    |

| Üllői út, Budapest Nézőszám: 8 000 Játékvezető: Várszegi Rezső (magyar) |

| 25. forduló 1946. május 5. |

| Szentlőrinci AC                                     | 7 – 3               | Ferencváros                                                |
| --------------------------------------------------- | ------------------- | ---------------------------------------------------------- |
| Deák 26' 33' 42' 67' 86' Ulicska 29' Streliczky 90' | (4 – 1) Jegyzőkönyv | Bíró 35' Rudas 85' Sárosi I 88' Sárosi III 72′ Hernádi 78′ |

| Budapest Nézőszám: 5 000 Játékvezető: Szigeti György (magyar) |

| 26. forduló 1946. május 12. |

| Ferencváros                                             | 8 – 2               | Dorogi AC             |
| ------------------------------------------------------- | ------------------- | --------------------- |
| Mike 8' 24' 29' 50' 88' Sárosi I 38' 84' Sárosi III 65' | (4 – 1) Jegyzőkönyv | Turai 27' Lampert 63' |

| Üllői út, Budapest Nézőszám: 4 000 Játékvezető: Molnár István (magyar) |

#### A Nyugati csoport végeredménye
| #  | Csapat            | J  | Gy | D  | V  | Rg | Kg  | Gk   | P  | Megjegyzés         |
| -- | ----------------- | -- | -- | -- | -- | -- | --- | ---- | -- | ------------------ |
| 1  | Ferencvárosi TC   | 26 | 22 | 1  | 3  | 99 | 31  | +68  | 45 | Legjobb 10         |
| 2  | Csepel            | 26 | 16 | 5  | 5  | 82 | 43  | +39  | 37 | Legjobb 10         |
| 3  | MTK               | 26 | 14 | 6  | 6  | 74 | 47  | +27  | 34 | Legjobb 10         |
| 4  | Szentlőrinci AC   | 26 | 13 | 4  | 9  | 96 | 72  | +24  | 30 | Legjobb 10         |
| 5  | Haladás           | 26 | 12 | 5  | 9  | 67 | 42  | +25  | 29 | Legjobb 10         |
| 6  | Győri ETO         | 26 | 12 | 5  | 9  | 55 | 47  | +8   | 29 | Második 10         |
| 7  | Pécsi VSK         | 26 | 12 | 4  | 10 | 75 | 55  | +20  | 28 | Második 10         |
| 8  | Kőbányai Barátság | 26 | 11 | 3  | 12 | 73 | 75  | -2   | 25 | Második 10         |
| 9  | Dorogi Bányász    | 26 | 10 | 5  | 11 | 66 | 79  | -13  | 25 | Második 10         |
| 10 | Szolnoki MÁV      | 26 | 7  | 10 | 9  | 49 | 46  | +3   | 24 | Második 10         |
| 11 | Újpesti MTE       | 26 | 8  | 4  | 14 | 36 | 52  | -16  | 20 | Az NB II-be jutott |
| 12 | Erzsébeti MTK     | 26 | 8  | 4  | 14 | 48 | 71  | -23  | 20 | Az NB II-be jutott |
| 13 | Budafoki MTE      | 26 | 5  | 5  | 16 | 41 | 97  | -56  | 15 | Az NB II-be jutott |
| 14 | Dózsa MADISZ      | 26 | 1  | 1  | 24 | 30 | 134 | -104 | 3  | Az NB II-be jutott |

#### Eredmények összesítése
Az alábbi táblázatban összesítve szerepelnek a Ferencvárosi TC 1945/46-os bajnokságban elért eredményei.
| Ősz/tavasz (forduló)    | Otthon | Otthon | Otthon | Otthon | Otthon | Otthon | Otthon | Idegenben | Idegenben | Idegenben | Idegenben | Idegenben | Idegenben | Idegenben |
| Ősz/tavasz (forduló)    | M      | GY     | D      | V      | LG–KG  | GK     | P      | M         | GY        | D         | V         | LG–KG     | GK        | P         |
| ----------------------- | ------ | ------ | ------ | ------ | ------ | ------ | ------ | --------- | --------- | --------- | --------- | --------- | --------- | --------- |
| Őszi szezon (1–13.)     | 8      | 8      | 0      | 0      | 45–7   | +38    | 16     | 5         | 4         | 0         | 1         | 9–4       | +5        | 8         |
| Tavaszi szezon (14–26.) | 5      | 3      | 1      | 1      | 20–10  | +10    | 7      | 8         | 7         | 0         | 1         | 25–10     | +15       | 14        |
| Összesen (1–26.)        | 13     | 11     | 1      | 1      | 65–17  | +48    | 23     | 13        | 11        | 0         | 2         | 34–14     | +20       | 22        |

#### Rájátszás
| 1. forduló 1946. május 19. |

| Ferencváros  | 2 – 3               | Szegedi AK                      |
| ------------ | ------------------- | ------------------------------- |
| Mike 18' 42' | (2 – 1) Jegyzőkönyv | Hernádi 32' Szabó 65' Vörös 86' |

| Üllői út, Budapest Nézőszám: 32 000 Játékvezető: Óhegyi Pál (magyar) |

| 2. forduló 1946. május 26. |

| Ferencváros                | 4 – 1               | Kispesti AC            |
| -------------------------- | ------------------- | ---------------------- |
| Mike 27' 56' Ónody 65' 72' | (1 – 1) Jegyzőkönyv | Puskás 36' Olajkár 27′ |

| Üllői út, Budapest Nézőszám: 5 000 Játékvezető: Gyulai Nándor (magyar) |

| 3. forduló 1946. június 9. |

| Ferencváros  | 1 – 1               | Újpest     |
| ------------ | ------------------- | ---------- |
| Sárosi I 47' | (0 – 0) Jegyzőkönyv | Szusza 85' |

| Üllői út, Budapest Nézőszám: 30 000 Játékvezető: Kamarás Árpád (magyar) |

- A mérkőzés a Tildy-serleg elődöntője is volt. A rendes játékidő döntetlennel végződött, ezért hosszabbítás következett, amiben Mike góljával a Ferencváros nyert.

| 4. forduló 1946. június 16. |

| Ferencváros          | 2 – 4               | Vasas                               |
| -------------------- | ------------------- | ----------------------------------- |
| Gyetvai 19' Mike 64' | (1 – 3) Jegyzőkönyv | Berzi 6' Vincze 9' Szilágyi 33' 47' |

| Üllői út, Budapest Nézőszám: 25 000 Játékvezető: Dankó György (magyar) |

| 5. forduló 1946. június 20. |

| Ferencváros | 1 – 0               | Debreceni VSC |
| ----------- | ------------------- | ------------- |
| Gyetvai 1'  | (1 – 0) Jegyzőkönyv | Komlóssy 71′  |

| Üllői út, Budapest Nézőszám: 10 000 Játékvezető: Sárosi Imre (magyar) |

| 6. forduló 1946. június 23. |

| Szegedi AK                                 | 6 – 3               | Ferencváros              |
| ------------------------------------------ | ------------------- | ------------------------ |
| Nagy 17' 56' 61' Vörös 24' Hernádi 33' 63' | (3 – 2) Jegyzőkönyv | Mike 30' 52' Gyetvai 39' |

| Szeged Nézőszám: 5 000 Játékvezető: Molnár Imre (magyar) |

- A 66. percben félbeszakadt.

| 7. forduló 1946. június 30. |

| Kispesti AC             | 2 – 2               | Ferencváros             |
| ----------------------- | ------------------- | ----------------------- |
| Puskás 35' Mészáros 86' | (1 – 2) Jegyzőkönyv | Hernádi 30' Gyetvai 42' |

| Üllői út, Budapest Nézőszám: 4 000 Játékvezető: Szél László (magyar) |

| 8. forduló 1946. július 6. |

| Vasas                                | 3 – 1               | Ferencváros        |
| ------------------------------------ | ------------------- | ------------------ |
| Szilágyi 53' Vincze 74' 80′ Tóth 87' | (0 – 0) Jegyzőkönyv | Mike 50' Rudas 80′ |

| Budapest Nézőszám: 8 000 Játékvezető: Barna Béla (magyar) |

| 9. forduló 1946. július 14. |

| Újpest                   | 2 – 2               | Ferencváros  |
| ------------------------ | ------------------- | ------------ |
| Zsengellér 21' Suhai 54' | (1 – 1) Jegyzőkönyv | Mike 10' 66' |

| Megyeri út, Újpest Nézőszám: 15 000 Játékvezető: Molnár Imre (magyar) |

| 10. forduló 1946. július 21. |

| Debreceni VSC        | 2 – 1               | Ferencváros |
| -------------------- | ------------------- | ----------- |
| Balla 12' Sidlik 65' | (1 – 1) Jegyzőkönyv | Hernádi 19' |

| Debrecen Nézőszám: 5 000 Játékvezető: Szél László (magyar) |

#### A rájátszás végeredménye
| #  | Csapat          | J  | Gy | D | V  | Rg | Kg | Gk  | P  | Megjegyzés |
| -- | --------------- | -- | -- | - | -- | -- | -- | --- | -- | ---------- |
| 1  | Újpesti TE      | 18 | 14 | 3 | 1  | 71 | 23 | +48 | 31 | Bajnok     |
| 2  | Vasas SC        | 18 | 11 | 2 | 5  | 41 | 37 | +4  | 24 |            |
| 3  | Csepel          | 18 | 9  | 2 | 7  | 60 | 59 | +1  | 20 |            |
| 4  | Szegedi AK      | 18 | 8  | 1 | 9  | 47 | 47 | 0   | 17 |            |
| 5  | Ferencvárosi TC | 18 | 6  | 4 | 8  | 39 | 41 | -2  | 16 |            |
| 6  | MTK             | 18 | 6  | 3 | 9  | 45 | 46 | -1  | 15 |            |
| 7  | Debreceni VSC   | 18 | 7  | 1 | 10 | 39 | 55 | -16 | 15 |            |
| 8  | Szentlőrinci AC | 18 | 6  | 3 | 9  | 50 | 75 | -25 | 15 |            |
| 9  | Kispesti AC     | 18 | 6  | 2 | 10 | 39 | 50 | -11 | 14 |            |
| 10 | Haladás         | 18 | 6  | 1 | 11 | 29 | 27 | +2  | 13 |            |

### Egyéb mérkőzések
| 1945. december 26. |

| Ferencváros         | 6 – 1               | Admira Wacker Mödling |
| ------------------- | ------------------- | --------------------- |
| Mike Sárosi I Sipos | (2 – 0) Jegyzőkönyv |                       |

| Üllői út, Budapest Nézőszám: 10 000 Játékvezető: Molnár Imre (magyar) |

| 1945. december 30. |

| Ferencváros         | 4 – 1       | Vasas |
| ------------------- | ----------- | ----- |
| Mike Sipos Sárosi I | Jegyzőkönyv |       |

| Üllői út, Budapest |

| 1946. március 26. |

| Ferencváros | 1 – 0       | FC Bratislava |
| ----------- | ----------- | ------------- |
| Sárosi I    | Jegyzőkönyv |               |

| Üllői út, Budapest |

| 1946. április 21. |

| Rapid Wien | 1 – 1 | Ferencváros |
| ---------- | ----- | ----------- |
|            |       | Mike        |

| Bécs |

| 1946. április 22. |

| Austria Wien | 1 – 3 | Ferencváros         |
| ------------ | ----- | ------------------- |
|              |       | Mike Sárosi I Sipos |

| Bécs |

| 1946. április 25. |

| FC Bratislava | 2 – 1 | Ferencváros |
| ------------- | ----- | ----------- |
|               |       | Mike        |

| Pozsony |

| 1946. június 11. |

| Ferencváros  | 1 – 2               | Vasas                             |
| ------------ | ------------------- | --------------------------------- |
| Sárosi I 52' | (0 – 2) Jegyzőkönyv | Szilágyi 13' Berzi 18' (11-esből) |

| Üllői út, Budapest Nézőszám: 18 000 Játékvezető: Soós (magyar) |

## Külső hivatkozások
- A csapat hivatalos honlapja (magyarul)
- Az 1945–1946-os szezon menetrendje a tempofradi.hu-n (magyarul)